# سندرم واترهاوس–فریدریشسن

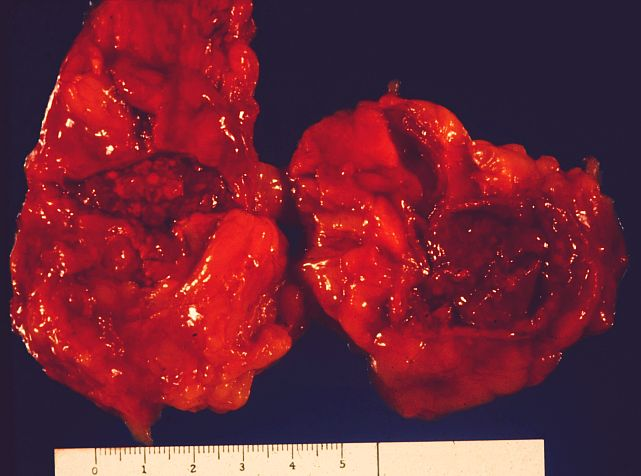
نکروز خونریزی دهنده دو طرفه آدرنال (سندرم واترهاوس-فریدریشسن)

سندرم واترهاوس-فریدریشسن(WFS) نارسایی غدد آدرنال است که به دلیل خونریزی به درون غدد آدرنال اتفاق می‌افتد. معمولاً توسط عفونت شدید باکتریایی ایجاد می‌شود، معمول‌ترین عامل آن نایسریا مننژیتیدیس است.
عفونت باکتریایی منجر به خونریزی شدید به یک یا هر دوی غدد آدرنال می‌شود. عفونت شدید منینگوکوکال و مننگوکوکسمی باعث اختلال عملکرد ارگان‌ها، و انعقاد درون‌رگی منتشر، کما، افت فشار خون، و شوک می‌شود. بر روی پوست بیمار می‌توان پورپورای منتشر را مشاهده کرد. این شرایط می‌تواند به سرعت باعث نارسایی غدد فوق کلیوی و مرگ بیمار شود.